# 中路 (高雄市)
中路，是臺灣高雄市阿蓮區的一個傳統地域名稱，位於該區西北部凸出部分。相較於今日行政區，其範圍大致包括中路里不含西北端及南部東半側較大凸出部分的南半部、石安里西部，以及路竹區竹園里北部兩個凸出部分。

## 歷史
台灣日治初期，中路地區為一（舊制）街庄，稱為「中路庄」，隸屬於嘉祥外里。該庄北及東北隔二層行溪（今二仁溪）與林仔邊庄、大苓庄為界，東邊與石案潭庄為鄰，南邊為新園庄，西南邊為營後庄，西邊隔二層行溪與大潭庄為界。
1901年（日治明治三十四年）11月，全台設置二十廳，該庄隸屬於鳳山廳。1903年（明治三十六年）6月，該庄編入「阿嗹區」，隸屬於鳳山廳。1909年（明治四十二年）10月，合併二十廳為十二廳，阿嗹區改隸屬於臺南廳。1920年（大正九年），廢十二廳改設五州二廳，該庄改制為「中路」大字，隸屬於高雄州岡山郡阿蓮庄（新制街庄）。
戰後阿蓮庄改制為阿蓮鄉，隸屬於高雄縣，大字亦改制為村。1950年高、屏分治，阿蓮鄉仍隸屬於高雄縣。2010年12月25日，因高雄縣市合併為新直轄市高雄市，阿蓮鄉改制為阿蓮區，村亦改制為里。

## 聚落
本地區發展較早的聚落有中路、磘仔甲等，在日治期初期的官方地圖上已有記載。